# Attagenus aeneus
Attagenus aeneus là một loài bọ cánh cứng trong họ Dermestidae. Loài này được Roth miêu tả khoa học năm 1851.